# Crimen en Holanda
Crimen en Holanda. Novela del escritor belga, radicado en Francia, Georges Simenon publicada en mayo de 1931 siendo su principal protagonista el comisario Jules Maigret. En septiembre de 1929 Simenon partió de París a North Cape en Noruega. Debido a una rotura su barco tuvo que atracar en el puerto de Delfzijl. El escritor permaneció cuatro o cinco días en esta pequeña ciudad del norte de Holanda. Durante ese tiempo escribió su novela El castillo de los desaparecidos (1929) y encontró la inspiración para Crimen en Holanda.

## Trama
En este caso el comisario Maigret investiga en Holanda el asesinato de un profesor de la Escuela Naval. El pueblo marítimo de Delfzijl es el escenario en el que debe encontrar al asesino, lejos de Francia, el escritor recrea con un preciosismo descriptivo muy notable la vida y el ambiente de los personajes. Las ordenadas vidas de los habitantes llevan al comisario a llevar a la práctica el método de aterrorizar al asesino para desenmascararlo, pero eso también implica el peligro de que pueda repetir sus actos.
- Datos: Q3548512